# Lumparlands sjöräddningsstation
Lumparlands sjöräddningsstation är en av de sex stationer för sjöräddningsfartyg på Åland, som drivs av Ålands Sjöräddningssällskap. Den ligger i Långnäs hamn i kommunen Lumparland.
Stationen förfogar över Rescue Krickan, som ägs av Ålands landskapsregering och började användas 2017. Stationens primära ansvarsområde är Lumparland, Lemland och Föglö.
Sjöräddningsstationen har omkring 20 frivilliga engagerade.

## Fakta om Rescue Krickan
- Tillverkare: Weldmec Marine, Borgå, Finland
- Tillverkningsår: 2017
- Typ: Kewatec Seretec SAR 11
- Längd: 11 meter
- Bredd: 3,0 meter
- Motor: Scania dieselmotor
- Motoreffekt: 551 kW
- Framdrivning: Rolls Royce vattenjet
- Marschfart: 35 knop
- Toppfart: 41 knop